# 1517 en musique classique
| \| • Retour à la chronologie générale de la musique classique • \| |
| Grèce • Rome • Haut Moyen Âge • VIIIe siècle • IXe siècle • Xe siècle • XIe siècle XIIe siècle • XIIIe siècle • XIVe siècle • XVe siècle • XVIe siècle • XVIIe siècle XVIIIe siècle • XIXe siècle • XXe siècle • XXIe siècle |
| • Retour à la chronologie générale de la musique classique • |

| Années en musique classique : 1514 - 1515 - 1516 - 1517 - 1518 - 1519 - 1520    |
| Décennies en musique classique : 1480 - 1490 - 1500 - 1510 - 1520 - 1530 - 1540 |

## Naissances

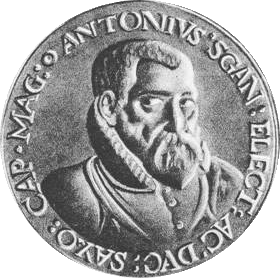
Antonio Scandello

- 17 janvier : Antonio Scandello, maître de chapelle, instrumentiste, et compositeur italien († 18 janvier 1580).
- 31 janvier ou le 22 mars : Gioseffo Zarlino, théoricien et compositeur italien († 4 février 1590).

Date indéterminée :
- Wolfgang Jünger, Thomaskantor († 4 mars 1564).
- Hubertus Waelrant, compositeur franco-flamand († 19 novembre 1595).

## Décès
- 26 mars : Heinrich Isaac, compositeur germano-flamand (° vers 1450).